# Smithův–Lemliův–Opitzův syndrom
Smithův–Lemliův–Opitzův syndrom (SLOS) je autozomálně recesivně děděná porucha endogenní tvorby cholesterolu, kdy se hromadí toxické meziprodukty jeho tvorby a vylučují se močí.

## Popis choroby
SLOS je autozomálně recesivně děděná porucha endogenní tvorby cholesterolu, metabolické dráhy, která probíhá v mnoha tkáních těla, jako játra, střeva, nadledviny a pohlavní orgány. Protože cholesterol je součástí plazmatické membrány každé lidské buňky a protože se při tomto onemocnění hromadí toxické meziprodukty, trpí pacienti mírnou až po závažnou formou syndromu s mnohačetnými vrozenými vadami a mentální retardací. Incidence je 1:20 000.

## Příčina
Příčinou je mutace v genu pro 7-dehydrocholesterolreduktázu (DHCR7; 602858), což je enzym, který se přímo účastní endogenní tvorby cholestrolu. Cholesterol se jako konečný produkt netvoří a zároveň se tvoří meziprodukty této metabolické dráhy, které jsou toxické pro tělo. Hromadí se v těle a vylučují se močí. Postiženi jsou homozygoti nebo složení heterozygoti pro danou mutaci.

## Postižení a symptomy
20 % postižených dětí umírá ihned po porodu. Ostatní dětští pacienti trpí kombinací mnohačetných vrozených anomálií, tedy komolexním postižením: intrauterní růstová retardace, mikrocefalie, malformace centrální nervové soustavy, kraniofaciální dysmorfie, mentální retardace, opožděný vývoj, vývojové vady srdce, hypotonie, poruchy sluchu, poruchy nálady, učení a spánku, polydaktylie, neúplný vývoj mužských genitálií jako kryptorchismus, hypospádie a mikropenis, krátký nos s předsunutými nosními dírkami, rozštěp patra a jazyka.

## Léčba
Exogenní cholesterol, tedy ten přijímaný v potravě, inhibuje endogenní tvorbu cholesterolu. Tedy léčba je podávaní statinů a zároveň vysokocholesterolová dieta pro inhibici endogenní tvorby pro snížení hladiny toxických meziproduktů v těle.